# St. Louis County (Minnesota)
 For alternative betydninger, se St. Louis County. (Se også artikler, som begynder med St. Louis County)
St. Louis County er et county i den amerikanske delstat Minnesota. St. Louis County ligger nordøstligt i delstaten og grænser op til Lake County i øst, Carlton County i syd, Aitkin County i sydvest og mod Itasca County og Koochiching County i vest. St. Louis County grænser desuden op til delstaten Wisconsin i sydøst og Canada i nord.
St. Louis Countys er med et areal på 17.767 km² (heraf 1.644 km² vand) det største county i Minnesota. I 2000 havde county'et 200.528 indbyggere. Det administrative centrum  ligger i byen Duluth, der også er største by i St. Louis County.
St. Louis County blev grundlagt i 1855 og har fået sit navn efter floden St. Louis River.
47°35′N 92°28′V / 47.58°N 92.46°V